# Nolberto Solano
Pour les articles homonymes, voir Solano.
Nolberto « Nobby » Albino Solano Todco, communément appelé Nolberto Solano, né le 12 décembre 1974 à Callao au Pérou, est un footballeur péruvien devenu entraîneur.

## Biographie

### Carrière en club

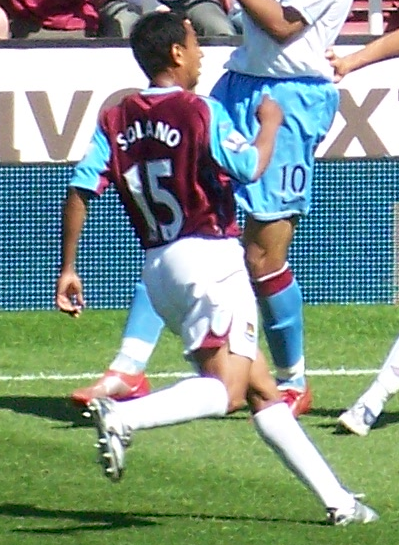
Solano à West Ham United, le 11 mai 2008.

Nolberto Solano débute en 1992 avec le Sporting Cristal mais se fait connaître l'année suivante avec le Deportivo Municipal. Il revient au Sporting Cristal de 1994 à 1997 avant de jouer une saison à Boca Juniors, dans le championnat d'Argentine, où il côtoie Diego Maradona qui le surnomme Maestrito (« le petit maître ») en raison de son adresse sur coup franc.
Remarqué par les émissaires européens, il débarque en 1998 dans le championnat d'Angleterre et devient le premier joueur péruvien à y évoluer. Il joue plus de 200 matches avec le club Newcastle United où il est surnommé Nobby. Il porte également les couleurs du club d'Aston Villa. Le 31 août 2007, il signe un contrat d'un an avec West Ham United. Après avoir passé 10 ans en Angleterre, il part en août 2008 pour la Grèce à l'AEL Larissa. En août 2009 il revient au Pérou pour jouer à l'Universitario de Deportes. En janvier 2010, il rejoint le club anglais de Leicester City pour six mois. En juillet 2010, il s'engage avec le club de Hull City avec lequel il évoluera en Championship. Après une saison passée dans ce club, il s'engage en mai 2011 avec le club de Hartlepool United, évoluant en League One, avant de mettre un terme à sa carrière en 2012.

### Carrière en équipe nationale
Solano compte 95 sélections (20 buts) en équipe du Pérou avec laquelle il participe à trois Copa América : en 1995, 1999 et 2004. Il prend également part à la Gold Cup lors de l'année 2000, où son pays atteint les demi-finales.

## Statistiques

### En sélection nationale
| Saison                | Sélection             | Phases finales        | Phases finales | Phases finales | Éliminatoires CDM | Éliminatoires CDM | Matchs amicaux | Matchs amicaux | Gold Cup 2000 4e | Gold Cup 2000 4e | Total | Total |
| Saison                | Sélection             | Compétition           | M              | B              | M                 | B                 | M              | B              | M                | B                | M     | B     |
| --------------------- | --------------------- | --------------------- | -------------- | -------------- | ----------------- | ----------------- | -------------- | -------------- | ---------------- | ---------------- | ----- | ----- |
| 1993-1994             | Pérou                 | -                     | -              | -              | -                 | -                 | 4              | 0              | -                | -                | 4     | 0     |
| 1994-1995             | Pérou                 | Copa América 1995     | 1              | 0              | -                 | -                 | 8              | 2              | -                | -                | 9     | 2     |
| 1995-1996             | Pérou                 | -                     | -              | -              | 3                 | 0                 | 2              | 1              | -                | -                | 5     | 1     |
| 1996-1997             | Pérou                 | Copa América 1997 4e  | -              | -              | 6                 | 0                 | 5              | 2              | -                | -                | 11    | 2     |
| 1997-1998             | Pérou                 | -                     | -              | -              | 4                 | 0                 | 1              | 0              | -                | -                | 5     | 0     |
| 1998-1999             | Pérou                 | Copa América 1999     | 3              | 1              | -                 | -                 | 6              | 2              | -                | -                | 9     | 3     |
| 1999-2000             | Pérou                 | -                     | -              | -              | 5                 | 1                 | 1              | 1              | 1                | 0                | 7     | 2     |
| 2000-2001             | Pérou                 | Copa América 2001     | -              | -              | 6                 | 0                 | -              | -              | -                | -                | 6     | 0     |
| 2001-2002             | Pérou                 | -                     | -              | -              | 2                 | 1                 | -              | -              | -                | -                | 2     | 1     |
| 2003-2004             | Pérou                 | Copa América 2004     | 4              | 2              | 5                 | 3                 | 3              | 3              | -                | -                | 12    | 8     |
| 2004-2005             | Pérou                 | -                     | -              | -              | 7                 | 1                 | -              | -              | -                | -                | 7     | 1     |
| 2007-2008             | Pérou                 | -                     | -              | -              | 5                 | 0                 | 4              | 0              | -                | -                | 9     | 0     |
| 2008-2009             | Pérou                 | -                     | -              | -              | 5                 | 0                 | -              | -              | -                | -                | 5     | 0     |
| 2009-2010             | Pérou                 | -                     | -              | -              | 4                 | 0                 | -              | -              | -                | -                | 4     | 0     |
| Total sur la carrière | Total sur la carrière | Total sur la carrière | 8              | 3              | 52                | 6                 | 34             | 11             | 1                | 0                | 95    | 20    |

#### Buts en sélection
| Buts en sélection de Nolberto Solano | Buts en sélection de Nolberto Solano | Buts en sélection de Nolberto Solano              | Buts en sélection de Nolberto Solano | Buts en sélection de Nolberto Solano | Buts en sélection de Nolberto Solano | Buts en sélection de Nolberto Solano |
|                                      | Date                                 | Lieu                                              | Adversaire                           | Score                                | Résultat                             | Compétition                          |
| ------------------------------------ | ------------------------------------ | ------------------------------------------------- | ------------------------------------ | ------------------------------------ | ------------------------------------ | ------------------------------------ |
| 1.                                   | 25 juin 1995                         | Lima (Pérou)                                      | Slovaquie                            | 1-0                                  | 1-0                                  | Match amical                         |
| 2.                                   | 1er juillet 1995                     | Lima (Pérou)                                      | Bolivie                              | 4-1                                  | 4-1                                  | Match amical                         |
| 3.                                   | 20 juin 1996                         | Estadio Nacional, Lima (Pérou)                    | Arménie                              | 4-0                                  | 4-0                                  | Match amical                         |
| 4.                                   | 16 octobre 1996                      | Estadio Nacional, Lima (Pérou)                    | États-Unis                           | 4-1                                  | 4-1                                  | Match amical                         |
| 5.                                   | 19 janvier 1997                      | Rose Bowl, Los Angeles (États-Unis)               | Danemark                             | 1-1                                  | 2-1                                  | Match amical                         |
| 6.                                   | 17 juin 1999                         | Estadio Palogrande, Manizales (Colombie)          | Colombie                             | 0-1                                  | 3-3                                  | Match amical                         |
| 7.                                   | 23 juin 1999                         | Estadio Alejandro Villanueva, Lima (Pérou)        | Venezuela                            | 3-0                                  | 3-0                                  | Match amical                         |
| 8.                                   | 10 juillet 1999                      | Estadio Defensores del Chaco, Asuncion (Paraguay) | Mexique                              | 3-2                                  | 3-3 (2-4tab)                         | Copa América 1999                    |
| 9.                                   | 17 novembre 1999                     | Estadio Nacional, Lima (Pérou)                    | Slovaquie                            | 2-1                                  | 2-1                                  | Match amical                         |
| 10.                                  | 29 mars 2000                         | Estadio Nacional, Lima (Pérou)                    | Paraguay                             | 1-0                                  | 2-0                                  | Qualif. Coupe du monde 2002          |
| 11.                                  | 16 août 2001                         | Estadio El Campín, Bogota (Colombie)              | Colombie                             | 0-1                                  | 0-1                                  | Qualif. Coupe du monde 2002          |
| 12.                                  | 20 août 2003                         | MetLife Stadium, East Rutherford (États-Unis)     | Mexique                              | 0-3                                  | 1-3                                  | Match amical                         |
| 13.                                  | 6 septembre 2003                     | Estadio Nacional, Lima (Pérou)                    | Paraguay                             | 1-0                                  | 4-1                                  | Qualif. Coupe du monde 2006          |
| 14.                                  | 16 novembre 2003                     | Estadio Monumental, Lima (Pérou)                  | Brésil                               | 1-1                                  | 1-1                                  | Qualif. Coupe du monde 2006          |
| 15.                                  | 18 février 2004                      | Nou Camp, Barcelone (Espagne)                     | Espagne                              | 0-1                                  | 2-1                                  | Match amical                         |
| 16.                                  | 1er juin 2004                        | Estadio Centenario, Montevideo (Uruguay)          | Uruguay                              | 0-1                                  | 1-3                                  | Qualif. Coupe du monde 2006          |
| 17.                                  | 30 juin 2004                         | MetLife Stadium, East Rutherford (États-Unis)     | Argentine                            | 1-1                                  | 2-1                                  | Match amical                         |
| 18.                                  | 9 juillet 2004                       | Estadio Nacional, Lima (Pérou)                    | Venezuela                            | 2-0                                  | 3-1                                  | Copa América 2004                    |
| 19.                                  | 12 juillet 2004                      | Estadio Mansiche, Trujillo (Pérou)                | Colombie                             | 1-2                                  | 2-2                                  | Copa América 2004                    |
| 20.                                  | 13 octobre 2004                      | Estadio Defensores del Chaco, Asuncion (Paraguay) | Paraguay                             | 1-1                                  | 1-1                                  | Qualif. Coupe du monde 2006          |

### Carrière d'entraîneur
Le 31 mai 2012, il est nommé entraîneur de l'Universitario de Deportes. Il ne reste que quelques mois à la tête des Merengues et signe l'année suivante au José Gálvez FBC de Chimbote.
En 2015, il devient l'assistant du sélectionneur Ricardo Gareca à la tête de l'équipe du Pérou. En 2019, il prend en charge l'équipe olympique afin de disputer les Jeux panaméricains de 2019 à Lima.
En juillet 2023, il prend la tête de l'AFC Eskilstuna, club suédois de 2e division. Son séjour y est de courte durée, puisqu'il est destitué dès le mois d'octobre de la même année.

## Palmarès(joueur)

### En club
| Sporting Cristal - Championnat du Pérou (3) : - Champion : 1994, 1995 et 1996. - Copa Libertadores : - Finaliste : 1997. |  | Newcastle United - Coupe Intertoto (1) : - Vainqueur : 2006. - Finaliste : 2001. |  | Universitario de Deportes - Championnat du Pérou (1) : - Champion : 2009. |

### En équipe nationale
Pérou
- Coupe Kirin (2) :
  - Vainqueur : 1999 et 2005.

### Distinctions personnelles
- Élu meilleur joueur péruvien en 1997.
- Élu 2e meilleur joueur sud-américain en 1997[9].
- Élu dans l'équipe type du continent américain en 1997[10].
- Élu meilleur tireur de coups francs en 2006[11].
- Co-meilleur passeur du Championnat d'Angleterre en 2000.
- 95 sélections et 20 buts en équipe du Pérou entre 1994 et 2009.